# Hypopeltis lonchitis
Hypopeltis lonchitis là một loài dương xỉ trong họ Dryopteridaceae. Loài này được Tod. mô tả khoa học đầu tiên năm 1866.
Danh pháp khoa học của loài này chưa được làm sáng tỏ. 